# Igor Leonidowitsch Tschislenko
Igor Leonidowitsch Tschislenko (russisch Игорь Леонидович Численко, wiss. Transliteration Igor' Leonidovič Čislenko; * 4. Januar 1939 in Moskau; † 22. September 1994 ebenda) war ein sowjetischer Fußballspieler.

## Laufbahn

### Verein
Tschislenko begann seine Laufbahn 1957 beim FK Dynamo Moskau, mit dem er sowohl zwei sowjetische Meistertitel als auch einen sowjetischen Pokalwettbewerb gewann.

### Nationalmannschaft
Bei der Fußball-Weltmeisterschaft 1962 gehörte Tschislenko zum Aufgebot der sowjetischen Auswahlmannschaft, nahm an drei Spielen teil und schoss dabei zwei Tore. Mit der Nationalmannschaft der UdSSR konnte Tschislenko seinen größten Erfolg bei der Fußball-Europameisterschaft 1964 feiern, als er mit der Mannschaft das Finale erreichte, letztlich aber gegen Spanien mit 2:1 unterlag. Bei der Fußball-Weltmeisterschaft 1966 konnte er mit seinem Team den vierten Platz erreichen, dabei erzielte er zwei Treffer in vier Partien. Erneut Vierter wurde er bei der Fußball-Europameisterschaft 1968.

## Erfolge
- Sowjetischer Meister: 1959, 1963
- Sowjetischer Pokalsieger: 1967